# Shūkan Shōnen Champion
Shūkan Shōnen Champion (jap. 週刊少年チャンピオン, auch Weekly Shōnen Champion) ist ein japanisches Manga-Magazin, das sich an männliche Jugendliche richtet und daher zur Shōnen-Kategorie gezählt wird. Es erscheint seit dem 15. Juli 1969 wöchentlich bei Akita Shoten.
Während das Magazin in den 1970er und 1980er Jahren zu den meistverkauften wöchentlichen Shōnen-Magazinen zählte, ist es seitdem hinter andere Publikationen zurückgefallen, gehört aber weiterhin zu den vier bedeutendsten seiner Sparte. 2010 lag die verkaufte Auflage bei etwa 500.000. Die Geschichten konzentrierten sich in den ersten Jahrzehnten auf Kriminalgeschichten, hatten aber bereits eine „anarchistische Ader“. Seit den 1990er Jahren verschob sich der Schwerpunkt zu „übertriebenen, geschmacklosen“ Komödien und Parodien.

## Serien (Auswahl)
- Abashiri Ikka von Go Nagai
- Akumetsu von Yoshiaki Tabata und Yūki Yugo
- Apocalypse Zero von Takayuki Yamaguchi
- Babel II von Mitsuteru Yokoyama
- Black Jack von Osamu Tezuka
- Crows von Hiroshi Takahashi
- Cutie Honey von Gō Nagai
- Dokaben von Shinji Mizushima
- Eiken von Seiji Matsuyama
- Eko Eko Azarak von Shinichi Koga
- Grappler Baki von Keisuke Itagaki
- Hanaukyo Maid-tai von Morishige
- Hungry Heart: Wild Striker von Yōichi Takahashi
- Jitsu wa Watashi wa von Eiji Masuda
- Kyūketsuki Sugu Shinu von Itaru Bonnoki
- Magical Girl of the End von Kentarō Satō
- Mirai Keisatsu Urashiman von Hirohisa Soda und Noboru Akashi
- Mitsudomoe von Norio Sakurai
- Muteki Kanban Musume von Jun Sadogawa
- My-HiME von Noboru Kimura und Kenetsu Satō
- Nanaka 6/17 von Ken Yagami
- Penguin Musume von Tetsuya Takahashi
- Plawres Sanshirō von Jirō Gyū
- s-CRY-ed von Yōsuke Kuroda und Yasunari Toda
- Saint Seiya: The Lost Canvas – Meiō Shinwa von Shiori Teshirogi
- Sanda von Itagaki Paru
- Shichinin no Nana von Yasuhiro Imagawa und Azusa Kunihiro
- Shinryaku! Ika Musume von Masahiro Anbe
- Shy von Bukimi Miki
- Sugarless von Masami Hosokawa
- Tetsunabe no Jan! von Shinji Saijyo
- Urayasu Tekkin Kazoku von Kenji Hamaoka
- Yowamushi Pedal von Wataru Watanabe